# Weisslingen
Weisslingen är en ort och kommun i distriktet Pfäffikon i kantonen Zürich, Schweiz. Kommunen har 3 466 invånare (2023).
I kommunen finns förutom centralorten Weisslingen även byarna Schwendi, Dettenried, Lendikon, Neschwil och Theilingen.